# Larry Crowne
Larry Crowne, titulada en español Larry Crowne, nunca es tarde en España, Larry Crowne en Argentina y El amor llama dos veces en México, es una comedia romántica estrenada el 1 de julio de 2011 en Estados Unidos, el 11 de agosto en Argentina y el 30 de septiembre en España. Dirigida por Tom Hanks y escrita por Tom Hanks y Nia Vardalos. Protagonizada por Tom Hanks y Julia Roberts. Es la segunda producción cinematográfica dirigida por Hanks después de The Wonders (1996).

## Argumento
Larry Crowne (Tom Hanks) es un hombre corriente que se ve obligado a reinventarse debido a los duros golpes que sufre a causa de la fuerte recesión económica en Estados Unidos. Ahora que se encuentra sin trabajo tiene todo el tiempo libre del mundo, pero también serias dificultades para pagar la hipoteca, por lo que decide seguir el consejo de sus amigos y regresar a la universidad y empezar de nuevo.
En la universidad encontrará a un extraño grupo de personas, que además son fanáticos de conducir scooters. Para su sorpresa Larry comienza a enamorarse de una profesora suya, Mercedes Tainot (Julia Roberts), quien ha perdido igualmente la pasión por la enseñanza y por su propio marido Dean (Bryan Cranston).
Mercedes no puede negar que los cambios que ocurren en Larry le resulten inspiradores, ni tampoco que empieza a sentirse atraída por un estudiante de mediana edad en una transformación fascinante. Larry, que en principio cree que su vida está terminada, aprende sin querer una nueva lección; siempre se puede descubrir una nueva razón para vivir.

## Reparto
- Tom Hanks como Larry Crowne.
- Julia Roberts como Mercedes "Mercy" Tainot.
- Gugu Mbatha-Raw como Talia.
- Julie Brown como the Moped.
- Wilmer Valderrama como Dell Gordo.
- Pam Grier como Frances.
- Cedric the Entertainer como Lamar.
- Taraji P. Henson como B'Ella.
- Bryan Cranston como Dean Tainot.
- Rami Malek como Steve Dibiasi.
- Maria Canals-Barrera como Lala Pinedo.
- Rita Wilson como Wilma Q. Gammelgaard.
- George Takei como Dr. Ed Matsutani
- Sy Richardson como Avery.
- Dale Dye como Cox.
- Ian Gomez como Frank.
- Malcolm Barrett como Dave Mack.
- Chet Hanks como Repartidor de pizza.
- Nia Vardalos como Map Genie (voz).
- Jon Seda como Oficial Diamond.
- Grace Gummer como Natalia Calimeris.
- Rob Riggle como Jack Strang.
- Tina Huang como Team Leader #2.

## Producción

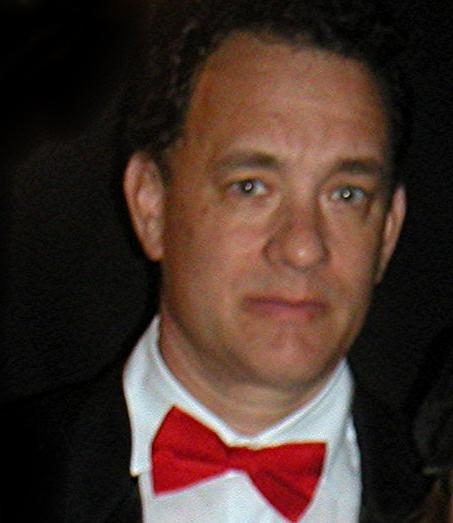
Tom Hanks como Larry Crowne.

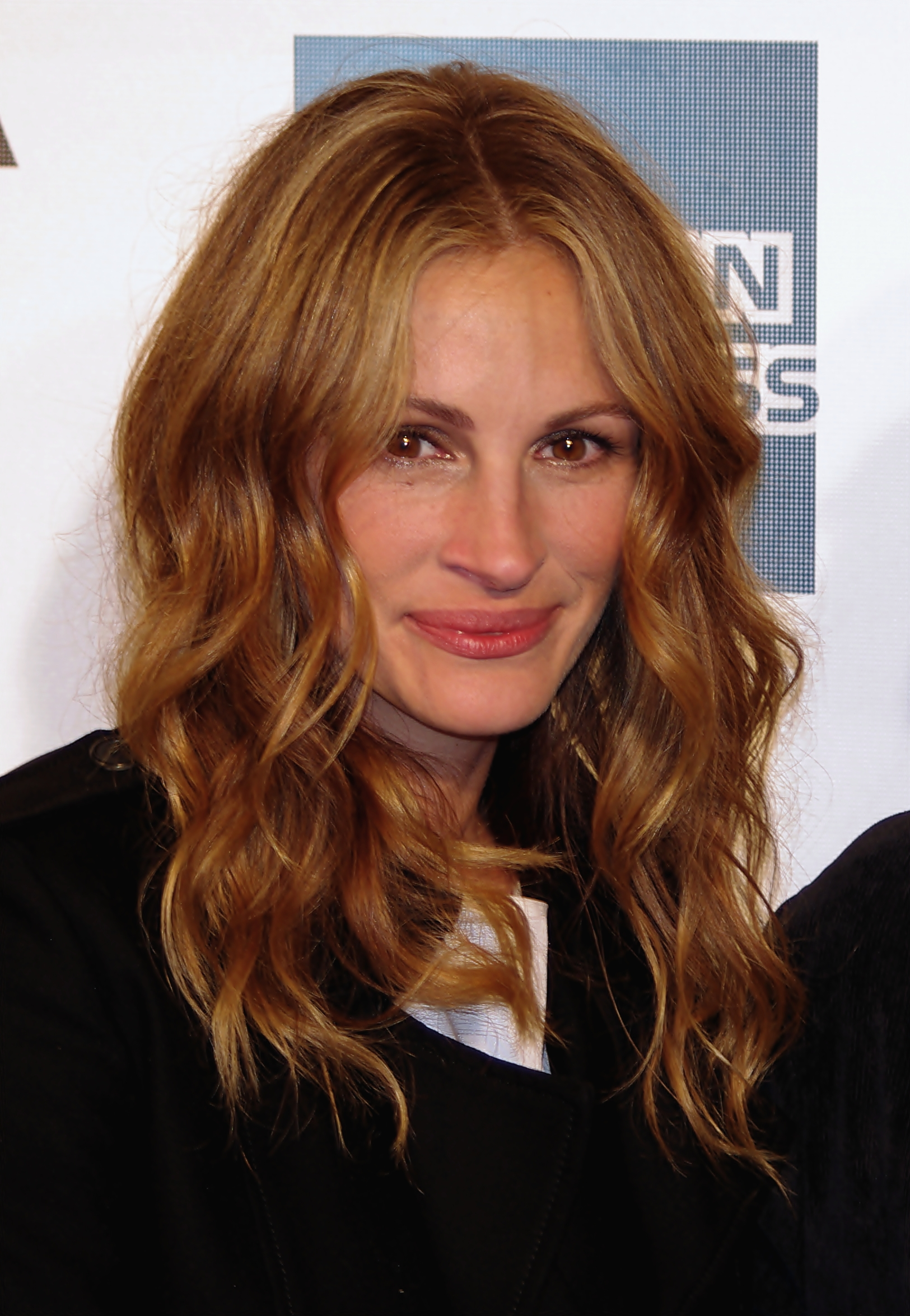
Julia Roberts como Mercedes Tainot.

Se empezó a rodar en abril de 2010 en diferentes localizaciones del estado de California, Estados Unidos, como las ciudades de Los Ángeles y Altadena. El argumento del filme tiene ciertas similitudes con la vida universitaria de Tom Hanks, el actor declaró que «de mi experiencia en la universidad salió este personaje de Larry Crowne. Tiene su vida completamente alterada por el hecho de que le han despedido. Le despiden con la excusa de que no podría avanzar porque no fue a la universidad. Así que, ¿qué hace Larry? Al igual que yo cuando salí del instituto, menos mal, hay un sitio: "junior college", donde no se espera nada de ti excepto lo que tu mismo contribuyes cuando vas al campus».
Julia Roberts se unió al proyecto ideado y escrito por Hanks y Nia Vardalos en enero de 2010. Posteriormente Bryan Cranston pasó a formar parte del elenco en octubre de 2010, producido por Vendome Pictures y Universal Pictures. El primer tráiler fue lanzado por Universal Pictures el 16 de marzo de 2011. Algunos críticos de cine señalaron la película como una posible candidata con potencial para competir en el Festival de Cine de Cannes, Francia, en 2011. Finalmente no formó parte del grupo de candidatas elegidas.

## Recepción

### Respuesta crítica
A pesar de las buenas expectativas y más por tener como protagonistas grandes actores como Hanks y Julia Roberts la película no logró convencer a la crítica,.
Según la página de Internet Rotten Tomatoes obtuvo un 35% de comentarios positivos, llegando a la siguiente conclusión: "sin tener en cuenta la buena química entre Tom Hanks y Julia Roberts, Larry Crowne es sorprendentemente blanda y convencional". Roger Ebert señaló que: "Larry Crowne tiene a Tom Hanks y a Julia Roberts, una buena premisa y un colorido reparto de secundarios, pero lo que no tiene es una razón para existir (...)". Justin Chang escribió para Variety que "Puede que las estrellas de cine estén menos valoradas de lo que solían, pero todavía es desconcertante ver a Tom Hanks y a Julia Roberts atascados en una comedia romántica tan babosa y monótona como Larry Crowne". Según la página de Internet Metacritic obtuvo críticas mixtas, con un 41%, basado en 41 comentarios de los cuales 10 son positivos.

### Taquilla
Estrenada en 2.973 cines estadounidenses debutó en cuarta posición con 13 millones de dólares, con una media por sala de 4.405 dólares, por delante de Super 8 y por detrás de Bad Teacher. Recaudó en Estados Unidos 35 millones. Sumando las recaudaciones internacionales la cifra asciende a 72 millones. El presupuesto estimado invertido en la producción fue de 30 millones.